# キャスター級哨戒艇
キャスター級哨戒艇（キャスターきゅうしょうかいてい、オランダ語: Castor klasse Patrouilleschepen）は、ベルギー海洋構成部隊の哨戒艇の艦級。主に北海における排他的経済水域の哨戒任務に使用されている。

## 来歴
2012年1月、ベルギーのピーター・ドゥ・クレム国防大臣により海洋構成部隊の将来計画が発表された。計画には2隻の即応任務艦艇予算の3,400万ユーロが含まれており、5月にベルギー政府によって承認された。入札公告には、ダーメン・グループとソカレナムの2社が応じた。ダーメンは、多くの海軍で使用実績のあるダーメン・スタン巡視艇シリーズを提案したが、2012年12月、ソカレナムに対して、当初の予算よりもはるかに低い価格(2,660万ユーロ)で2隻が発注された。1番艇の建造は2013年6月に開始された。
1番艇キャスターは2014年にベルギー海洋構成部隊に引き渡され、2015年には2番艦ポルックスが引き渡された。
2023年3月、ベルギー海洋構成部隊が3隻目のキャスター級哨戒艇の購入を検討していることが公表され、決定は2023年夏を予定している。
2024年11月、NAVELNEWSは、ベルギー国防省がフランスの造船所SOCARENAMとの間で、3隻目の建造に関する交渉が完了したと報じた。

## 同型艦
| 艦番号 | 艦名              | 画像 | 造船所     | 進水            | 就役           | 状態   |
| ------ | ----------------- | ---- | ---------- | --------------- | -------------- | ------ |
| P-901  | キャスター Castor |      | ソカレナム | 2014年 4月14日  | 2014年 7月10日 | 就役中 |
| P-902  | ポルックス Pollux |      | ソカレナム | 2014年 12月22日 | 2015年 5月6日  | 就役中 |